# Secamone filiformis
Secamone filiformis är en oleanderväxtart som först beskrevs av Carl von Linné d.y., och fick sitt nu gällande namn av James Henderson Ross. Secamone filiformis ingår i släktet Secamone och familjen oleanderväxter. Inga underarter finns listade i Catalogue of Life.